# 安致烈
安 致烈（アン・チヨル、朝鮮語: 안치열、1922年2月27日 - 2000年10月1日）は、大韓民国の医学者、教授。第2代大韓民国原子力庁長、第4代慶熙大学校総長を歴任。
本貫は順興安氏。号は素雲（ソウン、소운）。

## 経歴
平壌第3公立中学校、平壌医学専門大学校、陸軍士官学校（7期後半）卒、全南大学校大学院博士課程修了。医学博士。平壌医学専門大学校助教授、ソウル大学校助教授、第1陸軍病院放射線科長、レーダーマン陸軍病院研究員、ソウル赤十字病院放射線科長、カトリック大学校放射線科主任教授、大韓放射線学会長、原子力研究所放射線医学研究室長、放射線医学研究所長、原子力庁長、慶熙大学校医科大学教授・医科大学院長・企画管理室長・総長（1980年〜1982年）、慶熙大学校附属病院治療放射線科主任教授、アジア大洋州放射線医学会学術大会組織委員長、慶熙大学校名誉教授、陰城コットンネインゴク慈愛病院医務院長、加平コットンネノチェ慈愛病院医務院長を歴任した。
2000年に死去、享年78。